# Starkville (Mississippi)
Pour les articles homonymes, voir Starkville.
La ville de Starkville est le siège du comté d'Oktibbeha, situé dans l'État du Mississippi, aux États-Unis.

## Personnalités
- Josh Booty (né en 1975), joueur de football américain et de baseball.